# Kid Dynamite (groupe)
Pour les articles homonymes, voir Kid Dynamite.
Kid Dynamite est un groupe américain de punk hardcore, originaire de Philadelphie, en Pennsylvanie, formé en 1997, et actif jusqu'en 2013.

## Histoire
À l'automne 1998, ils entrent en studio pour enregistrer leur premier album studio avec Steve Evetts, qui avait déjà travaillé avec Lifetime sur leurs albums Hello Bastards et Jersey's Best Dancers. Kid Dynamite sort son premier album éponyme le 27 octobre 1998, via Jade Tree, avec une popularité immédiate. Après la sortie de l'album, le groupe continue à jouer tout au long de l'hiver 1998. En 1999, le bassiste Steve Ferrell quitte le groupe en bons termes et est temporairement remplacé par Ernie Parada de GreyArea. Le poste de bassiste est alors définitivement occupé par Michael « Spider » Cotterman. À l'été 1999, le groupe entame sa première tournée à travers le pays en première partie de Good Riddance, aux côtés de In My Eyes (de Boston). À partir de là, ils passent le reste de l'année sur la route avec d'autres groupes, dont Kill Your Idols, Snapcase et Buried Alive. Entre-temps, ils retournent en studio pour enregistrer ce qui sera leur dernier album Shorter, Faster, Louder. Une fois l'album terminé, Shevchuk part en décembre 1999 pour terminer ses études de cinéma. Même si la rumeur disait que Jesse Standhard de Right Brigade avait pris la relève en tant que chanteur principal, cela s'est finalement avéré faux.
Shorter, Faster, Louder sort le 15 février 2000. Kid Dynamite fait deux derniers concerts les 18 et 19 février 2000 à la First Unitarian Church de Philadelphie, en Pennsylvanie. En avril 2003, le groupe joue trois concerts de retrouvailles au profit de la dotation Syrentha J. Savio, pour aider à la détection précoce du cancer du sein. Les trois spectacles ont permis de récolter plus de 20 000 $ au total pour la dotation,. En 2003, le label du groupe Jade Tree sort une compilation bonus inédits et live intitulée Cheap Shots, Youth Anthems, en septembre 2003 qui présentait une annonce vidéo pour un prochain DVD qui comprendra des images des retrouvailles du groupe en 2003 pour l'association caritative Syrentha Savio Endowment.
Le 21 février 2006, Jade Tree sort le DVD Four Years In One Gulp, un documentaire DVD sur le groupe. Il présente des commentaires sur Kid Dynamite de la part des membres du groupe et de plusieurs amis concernant l'histoire du groupe, avec une narration de Jason Shevchuk. Il comprenait également 25 performances live tout au long de la vie du groupe. Carry the Torch: A Tribute to Kid Dynamite est publié par Get Outta Town Records en 2009,. L'album contient des reprises de chaque chanson enregistrée par le groupe interprétées par d'autres groupes adjacents punk et hardcore.
En 2013, le groupe annonce officiellement sa séparation. Ils jouent leurs derniers concerts au This Is Hardcore Fest à Philadelphie et à New York avec Swearin' et Joyce Manor.

## Discographie

### Albums studio
- 1998 : Kid Dynamite (Jade Tree Records)
- 2000 : Shorter, Faster, Louder (Jade Tree Records)
- 2006 : Cheap Shots, Youth Anthems (Jade Tree Records)

### Singles et EP
- 1999 : Split-EP avec 88 Finger Louie (Sub-City Records)

### Singles
- 2006 : Four Years In One Gulp, DVD (Jade Tree Records)